# Volkswagen Type 3
De Volkswagen Type 3 (verkocht als Volkswagen 1500 en later Volkswagen 1600) was een compacte auto van Volkswagen.
Tot de komst van de Type 3 in 1961 bestond het VW-aanbod aan personenwagens alleen uit diverse uitvoeringen van de Kever. Het nieuwe model vulde de modellenlijn aan met meer ruimte en luxe, maar was qua techniek helemaal op de Kever gebaseerd. De auto was voor het eerst te zien op de IAA Frankfurt in 1961.
De motor was Volkswagens overbekende achterin geplaatste luchtgekoelde viercilinder-boxermotor, met 1493 cc en 45 pk voor de 1500, tegen 1584 cc en 54 pk voor de 1600. De auto werd geleverd met een handgeschakelde vier-versnellingsbak en vanaf 1967 ook met een automatische drie-versnellingsbak.
Doordat de motor achterin lag en er geen cardantunnel door het interieur hoefde, kon Volkswagen met dit model een ruime middenklasser bieden. De Ponton had alleen voorin bagageruimte, de Variant en de TL-uitvoering hadden ook onder de achterklep ruimte, die wel ondiep was vanwege de motor die eronder lag.
De opvolgers van dit model waren de Volkswagen 411 en de Volkswagen 412, ook wel VW Type 4 genoemd.

## Uitvoeringen
De auto kwam op de markt in verschillende uitvoeringen:
- een sedan genaamd Limousine/Ponton.
- Met de stationwagen werd in 1962 de toevoeging Variant geïntroduceerd. Volkswagen heeft deze aanduiding tot ruim in de 21e eeuw gehandhaafd; ook bij de achtste generatie Passat is dit de aanduiding voor de stationwagen. Bij de strikt elektrische ID-modellen, zoals de ID.7,[1] wordt deze naam niet meer gebruikt.
- een fastback genaamd VW 1600 TL Fastback.

Eveneens in 1961 werd de Type 34 geïntroduceerd, een Volkswagen Karmann Ghia gebaseerd op de Type 3.